# Joan Trimble
Joan Trimble (Enniskillen, Irlanda del nord, 18 de juny del 1915 - Enniskillen, 6 d'agost del 2000) fou una compositora i pianista irlandesa.

## Biografia
Trimble va néixer a Enniskillen, al comtat de Fermanagh. Va estudiar piano amb Annie Lord a la Reial Acadèmia Irlandesa de Música de Dublín, on se li van concedir beques per a piano, violí i composició, així com al Trinity College de la mateixa ciutat. Va rebre el BA (1936) i MUSB (1937) del Trinity College de Dublín. Posteriorment va continuar els seus estudis al Royal College of Music (RCM) de Londres fins al 1940 (piano amb Arthur Benjamin i composició amb Herbert Howells i Ralph Vaughan Williams).
Va començar a ser coneguda gràcies al duet de piano amb la seva germana Valerie Trimble (1917-1980), amb qui va guanyar un primer premi en un concurs de música Belfast el 1925. El duet de germanes també va interpretar una sèrie d'obres per a dos pianos que la mateixa Joan va compondre. L'any 1938 van fer un recital al RCM, on van tocar tres d'aquestes peces,i va ser el seu primer èxit.
De la mateixa manera, altres compositors van escriure obres per a elles, com per exemple la Rumba de Jamaica d'Arthur Benjamin, que es va convertir en una melodia d'identitat del duet. Com a compositora, Trimble va guanyar el Premi Cobbet de música de cambra amb el Phantasy Trio (1940) i va ser guardonada amb el premi de composició del mateix Royal College of Music. Les germanes també van introduir-se en el món de la música del segle xx, amb obres de Stravinsky, Dallapiccola, Arthur Bliss i Lennox Berkeley i van continuar actuant en públic fins a l'any 1970.
Trimble es va casar l'any 1942 i va tenir fills, la qual cosa va suposar una restricció a la seva producció compositiva. El 1957 la BBC va encarregar-li una òpera, Blind Raftery. Va ser la tercera òpera encarregada per televisió i la primera creada per una dona compositora. Entre el 1959 i el 1977 va exercir de professora de piano al RCM i a partir del 1967 ho va fer viatjant mentre vivia a Irlanda del Nord.
El 1967, posteriorment a la mort del seu pare, va treballar en el seu diari,The Impartial Reporter a Enniskillen. També va cuidar del seu marit, que va estar greument malalt durant dècades. A la dècada del 1990 va recuperar una mica d'atenció en l'àmbit de la música quan va rebre l'encàrrec d'una nova composició i van aparèixer els primers enregistraments de les seves obres. Va morir a Enniskillen tan sols dues setmanes després del seu marit.

## Característiques de la seva música
La música de Joan Trimble és conservadora pel seu temps. Ella va combinar el llenguatge harmònic impressionista (transmetent alguna cosa del color i la claredat de la música francesa), que va aprendre a partir dels seus estudis amb Annie Lord, amb inflexions melòdiques i rítmiques derivades de la música tradicional irlandesa. De fet, els seus arranjaments de melodies irlandeses per a dos pianos no difereixen estilísticament de les seves composicions. La seva música més avançada es troba a la Sonatina per a dos pianos (1940) i l'impactant recull de cançons The County Mayo (1949). La música de Trimble és sempre melòdica, està escrita amb bon gust, i és gratificant per als intèrprets.

## Obres[4]

### Òpera
- Blind Raftery, òpera en dues escenes de televisió (BBC, maig de 1957)

### Orquestra
- 15 Ulster Airs (arranjaments de melodies trad. 1939-1940)
- In Glenade per a orquestra de cordes (1942)
- Suite for Strings per a orquestra de cordes (1951)

### Música de cambra
- The Coolin (aire d'Irlanda) (1939) per a violoncel i piano. Londres: Hawkes & Son, c. 1939.
- Phantasy Trio (1940) per a violí, violoncel, piano
- The Pool among the Rushes (1941) per a clarinet i piano
- Erin go Bragh (1943) per la banda de música
- Introduction and Air (1969) per dues arpes.
- Three Diversions (1990) per a quintet de vent

### Música per a dos pianos
- The Humours of Carrick (1938). Londres: Winthrop Rogers, c.1938.
- The Bard of Lisgoole (1938)
- Buttermilk Point (1938). Londres: Winthrop Rogers, c.1939.
- Sonatina (1940). Londres: Winthrop Rogers, 1941.
- The Green Bough (1941). Londres: Boosey & Hawkes, 1951.
- Pastorale (Hommage à F. Poulenc) (1943)
- The Gartan Mother's Lullaby (1949). Londres: Boosey & Co., 1949.
- The Heather Glen (1949). Londres: Boosey & Co., 1949.
- Puck Fair (1951)

### Cançons
- My Grief on the Sea (Douglas Hyde) (1937)
- Girl's Song (Wilfrid Wilson Gibson) (1937)
- Green Rain (Mary Webb) (1937). Londres: Winthrop Rogers, 1938.
- The County Mayo, cicle de cançons (James Stephens) (1949)

## Gravacions
- Celtic Keyboards: Duets by Irish Composers, interpretat per Bruce Posner & Donald Garvelmann (pianos), amb: Koch International Classics 3-7287-2 H1 (CD, 1994). Contingut: Sonatina, The Gartan Mother's Lullaby, The Heather Glen, The Bard of Lisgoole, Buttermilk Point, The Green Bough, The Humours of Carrick.
- Silver Apples of the Moon – Irish Classical Music, interpretat per la Irish Chamber Orchestra, Fionnuala Hunt (cond.), amb: Black Box Music BBM 1003 (CD, 1997). Contingut: Suite for Strings.
- Joan Trimble: Two Pianos – Songs and Chamber Music, interpretat per Patricia Bardon (mezzo), Joe Corbett (baritone), Una Hunt (piano), Roy Holmes (piano), Dublin Piano Trio, on: Marco Polo 8.225059 (CD, 1999). Contingut: The Cows are a-milking, A Gartan Mother's Lullaby, The Heather Glen, My Grief on the Sea, Green Rain, Girl's Song, Sonatina, Pastorale (Hommage à F. Poulenc), Phantasy Trio, Puck Fair, The Green Bough, The County Mayo, Buttermilk Point, The Bard of Lisgoole, The Humours of Carrick.